# Povodí Volhy

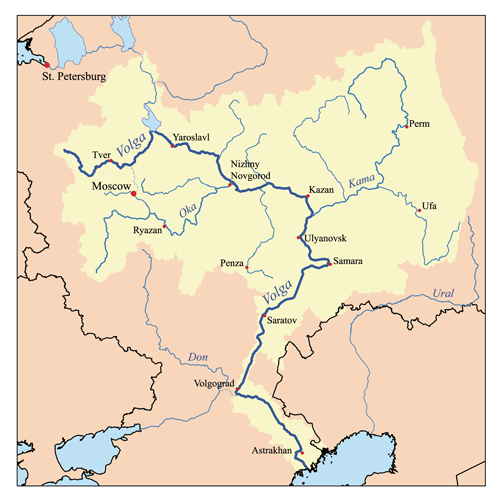
Mapa povodí Volhy

Povodí Volhy je povodí řeky 1. řádu a zahrnuje území na východě Evropy, z něhož odvádí vodu řeka Volha do Kaspického moře. Tvoří je tedy oblast, z níž do řeky Volhy přitéká voda přímo nebo prostřednictvím jejich přítoků. Jeho hranici tvoří rozvodí se sousedními povodími (a většinou i úmořími). Na jihu jsou to bezvodé oblasti v Kaspické nížině, na západě povodí Donu, Dněpru (Černé moře), Daugavy a Něvy (Baltské moře), na severu povodí Oněgy, Severní Dviny (Bílé moře) a Pečory (Pečorské moře), a na východě povodí Obu (Karské moře) a Uralu (sousední povodí Kaspického moře). Téměř celé povodí (přes 99,77 %) náleží Rusku, pouze velmi malá část u dolního toku přesahuje do Kazachstánu.
Rozloha povodí se liší podle různých zdrojů (neurčité je zejména vymezení na jihu), každopádně však přesahuje 1,38 milionu km². Povodí zahrnuje asi 151 tisíc vodních toků (řeky, potoky a dočasné toky) o celkové délce 574 000 km. Nejvyšším bodem povodí je s nadmořskou výškou 1640 m Velký Jamantau v Jižním Uralu, samotná Volha pramení ve Valdajské vrchovině na západním okraji ve výšce pouhých 228 m. Dno (resp. vyústění) povodí se nachází 28 metrů pod úrovní moře.
Celé povodí Volhy je bezodtokou oblastí (součást největší světové bezodtoké oblasti v centrální Eurasii), jelikož voda z něj směřuje do uzavřeného Kaspického moře. Mezi bezodtokými povodími světa má povodí Volhy zdaleka největší odtok (v absolutní i relativní míře).

## Popis povodí
Celkem zahrnuje více než jednu třetinu evropské části Ruska a rozprostírá se od Valdajské a Středoruské vrchoviny na západě po Ural na východě. Horní část povodí, kde řeka získává naprostou většinu vody, se nachází od pramene k městu Kazaň (kde se vlévá největší přítok Kama) a je převážně pokryta lesy. Střední část povodí k městům Samara a Saratov je pokrytá lesostepí a je také využívána k pěstování zemědělských plodin (obilniny, technické rostliny, dýně, sady), ve značné míře právě díky zavlažování z řeky. V oblasti Saratova se povodí zužuje na bezprostřední okolí toku, odsud dále už prakticky neexistují přítoky. Dolní část povodí až k Volgogradu je pokryta stepí a ještě jižněji se už nacházejí polopouště. U Volgogradu se řeka začíná větvit a okolo Astrachaně vytváří rozsáhlou deltu.
V uralské části se nachází naleziště ropy a zemního plynu (Volžsko-uralská ropná a plynová oblast). U Solikamsku se nachází velké zásoby draselných solí. V bezodtokých oblastech na levé straně dolního toku se těží kuchyňská sůl (Baskunčak, Elton).

## Dílčí povodí
| povodí                | rozloha km² | nejvyšší bod | nadm.výška m | odtékající řeka | průtok v ústí m³/s |
| --------------------- | ----------- | ------------ | ------------ | --------------- | ------------------ |
| Povodí Kamy           | 507 000     | ...          | ...          | Kama            | 4100               |
| Povodí Oky            | 254 000     | ...          | ...          | Oka             | 1300               |
| Povodí Sury           | 67 500      | ...          | ...          | Sura            | 260                |
| Povodí Samary         | 46 500      | ...          | ...          | Samara          | 47                 |
| Povodí Vetlugy        | 39 400      | ...          | ...          | Vetluga         | ...                |
| Povodí Mology         | 29 700      | ...          | ...          | Mologa          | 172                |
| Povodí Unži           | 28 900      | ...          | ...          | Unža            | 158                |
| Povodí Velkého Irgizu | 24 000      | ...          | ...          | Velký Irgiz     | 158                |

## Obyvatelstvo
Na povodí Volhy žije asi 40 % obyvatel celého Ruska, tedy bezmála 60 milionů lidí. Kromě Rusů jsou to zejména Baškirové, Čuvaši, Marijci, Mordvinci, Tataři a Udmurti, jejichž autonomní republiky se na povodí nacházejí.
Přímo na Volze se nacházejí milionová města Nižnij Novgorod, Kazaň, Samara, Volgograd, jinde na povodí pak Perm, Ufa a také ruská metropole Moskva.